# Val Veny
La Val Veny (o Val Vény) è una vallata alpina situata in Valle d'Aosta, ai piedi del massiccio del Monte Bianco, a ovest di Courmayeur.

## Caratteristiche

Dora di Veny

Fu modellata in particolare dai ghiacciai del Miage e della Brenva e dal fiume Dora di Veny.
Si divide in tre parti principali (partendo dall'alta valle): 
- una parte parallela alla catena del Monte Bianco, compresa tra il Col della Seigne (2.512 m) e la parte inferiore del ghiacciaio del Miage;
- la parte intermedia (plan Vény), caratterizzata dalla piana prativa e dalla fascia fluviale della Dora di Veny;
- l'ingresso della valle, dominato dal Monte Bianco e dalla parte finale del ghiacciaio della Brenva (1.444 m).

Sul versante destro della Val Vény, nei pressi di Courmayeur, si trova il lago di Chécrouit, posto a 2.165 m d'altezza. Sul versante opposto della valle si scorge il massiccio del Monte Bianco con il Dente del Gigante (4.013 m) e il ghiacciaio della Brenva. All'inizio della valle si trova il Santuario di Notre-Dame de Guérison.

Panoramica della Val Veny

## Escursionismo ed alpinismo
La valle è punto di partenza della via normale italiana al monte Bianco (via Ratti-Grasselli) attraverso il ghiacciaio del Miage ed il rifugio Francesco Gonella.

### Rifugi e bivacchi

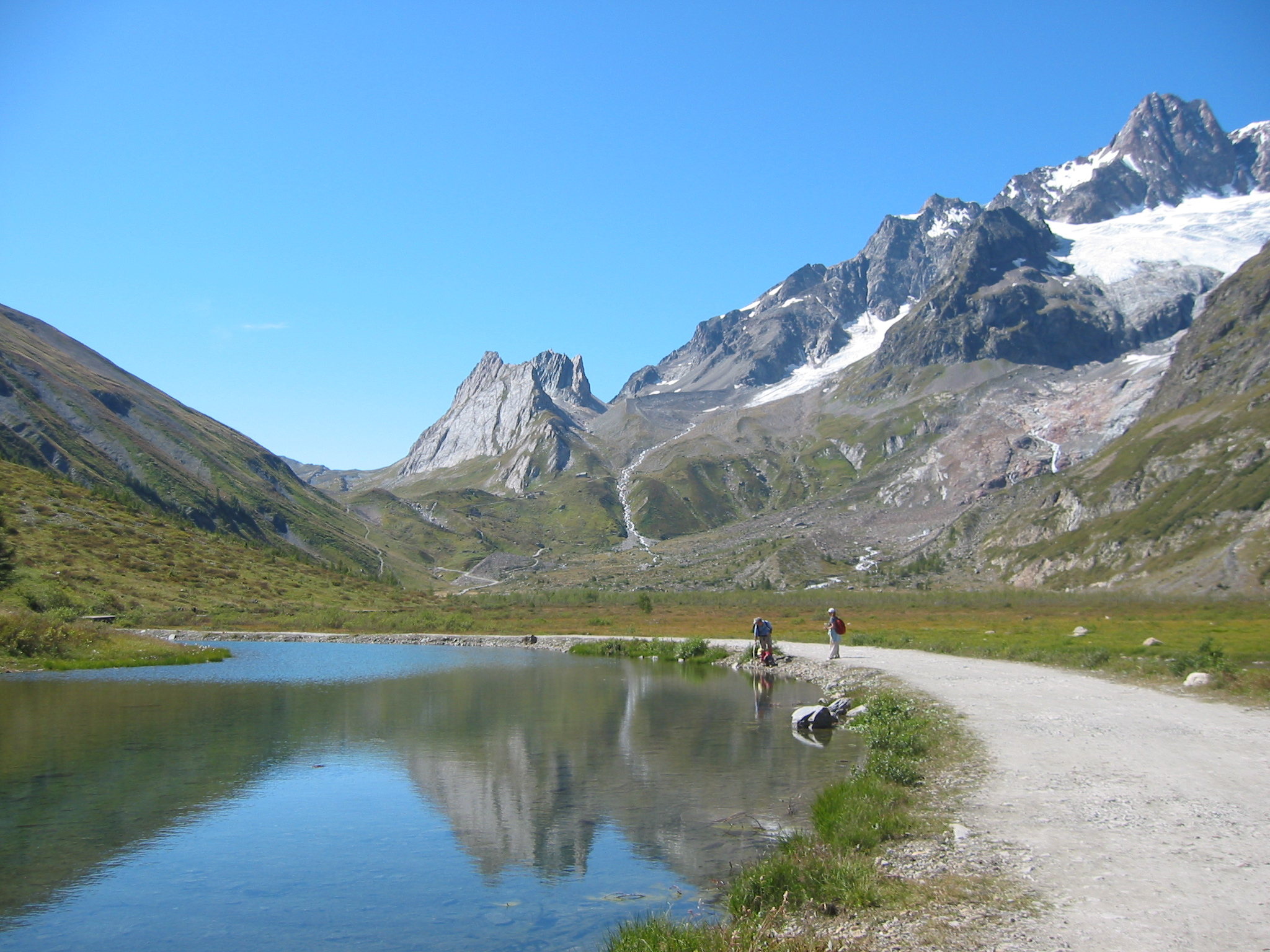
Panorama dell'alta valle nei pressi del Rifugio Elisabetta.

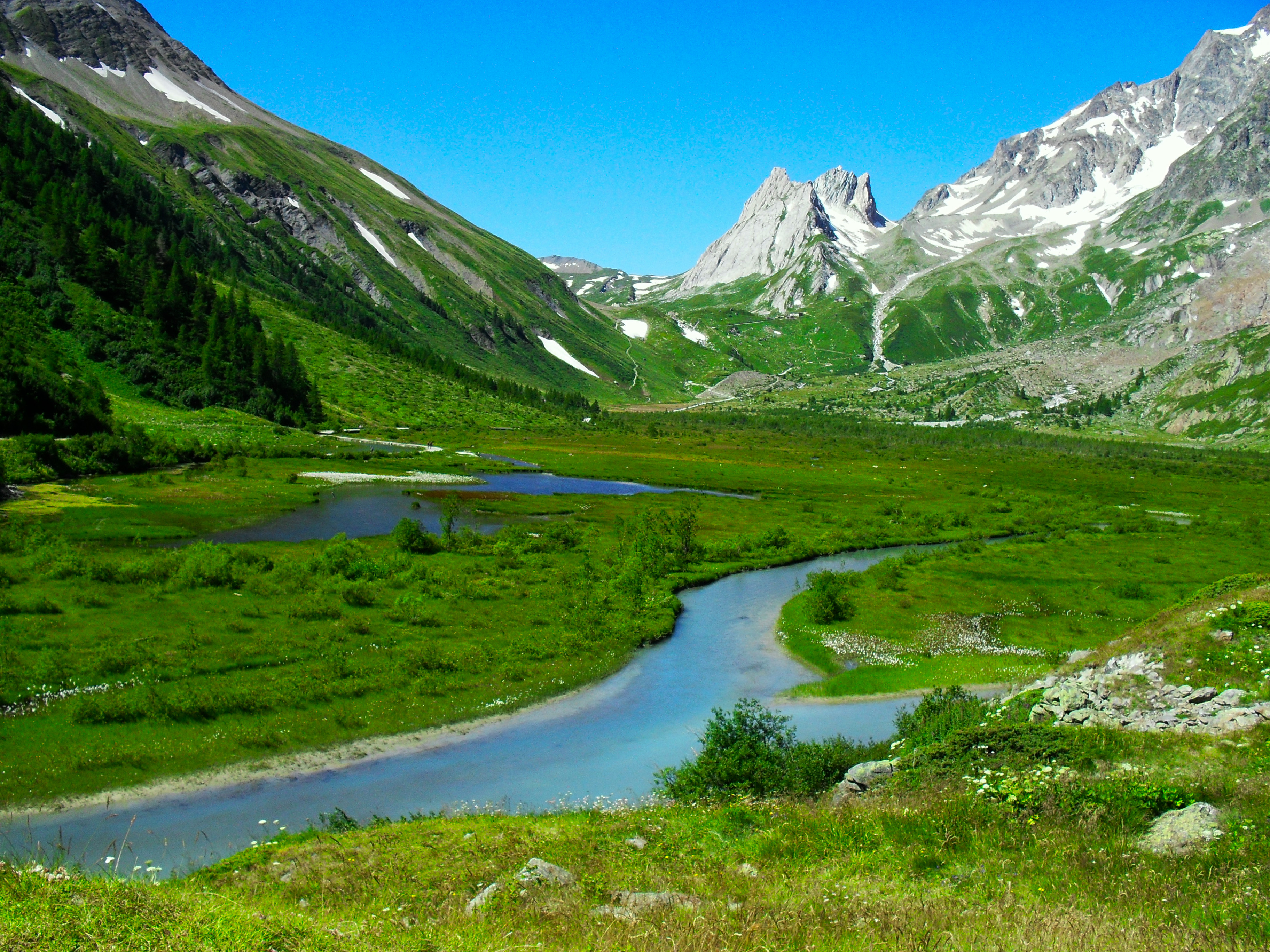
Un altro panorama.

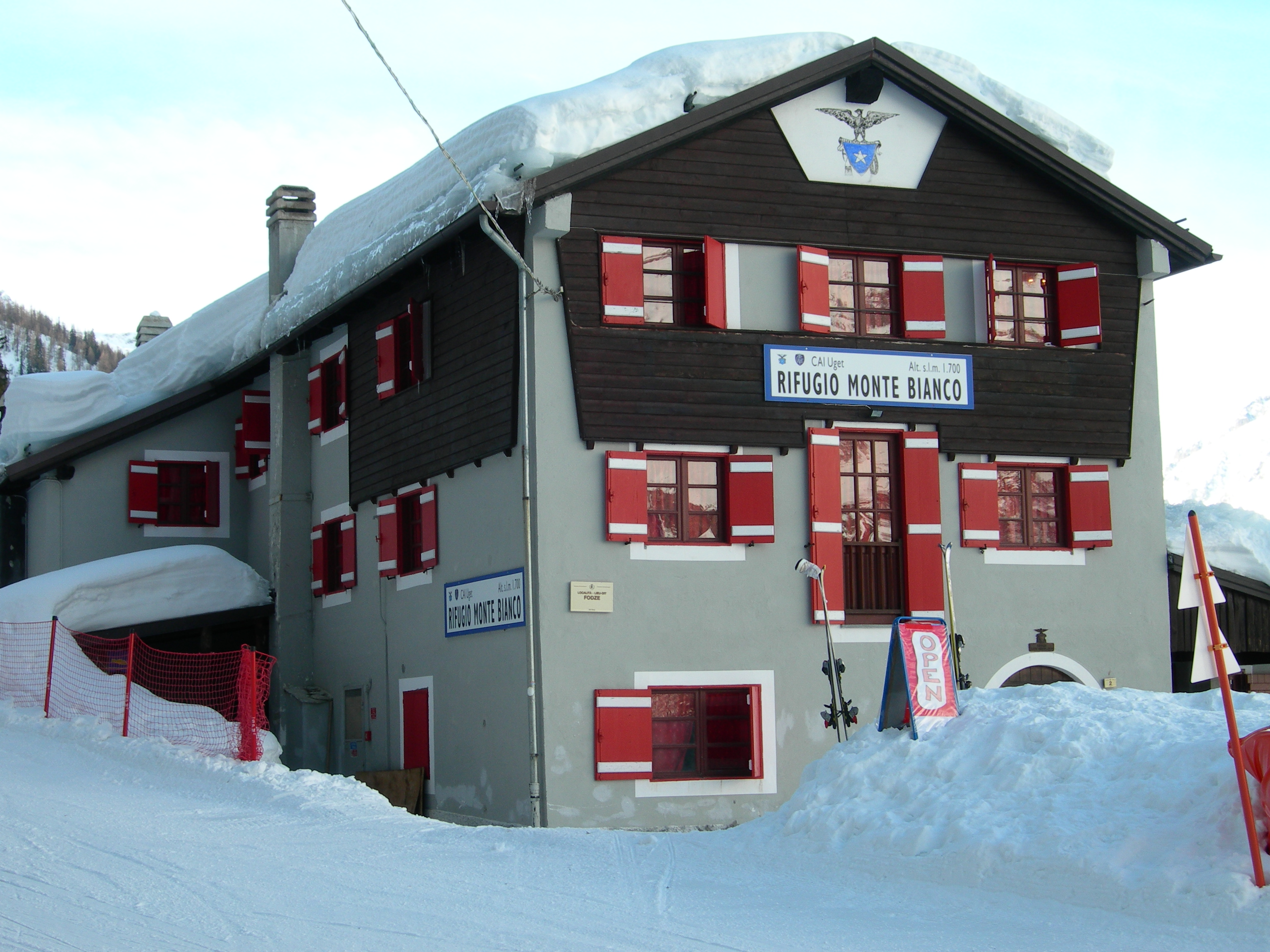
Rifugio Monte Bianco

Per facilitare l'escursionismo e la salita alle vette la valle è dotata di numerosi rifugi e bivacchi:
- Rifugio Monte Bianco - 1.700 m
- Rifugio Maison Vieille - 1.956 m
- Rifugio Elisabetta Soldini Montanaro - 2.195 m
- Rifugio Monzino - 2.590 m
- Rifugio Francesco Gonella - 3.071 m
- Rifugio Durier - 3.358 m
- Rifugio Quintino Sella - 3.363 m
- Bivacco Lorenzo Borelli - Carlo Pivano - 2.310 m
- Bivacco Adolfo Hess - 2.958 m
- Bivacco Gino Rainetto - 3.047 m
- Bivacco della Brenva - 3.060 m
- Bivacco Piero Craveri - 3.490 m
- Bivacco Alberico - Borgna alla Fourche - 3.680 m
- Bivacco Marco Crippa - 3.850 m
- Bivacco Giuseppe Lampugnani - 3.860 m

## Eventi
La val Vény ospita gli eventi principali del Festival Celtica che riunisce artisti di spicco provenienti dalle nazioni celtiche nel bosco del Peuterey ogni anno durante il primo weekend di luglio.
Il 28 e 29 luglio 2017 ha ospitato la terza edizione di Rockin'1000.